# Psurów
Psurów (dodatkowa nazwa w j. niem. Psurow) – osada w Polsce, położona w województwie opolskim, w powiecie oleskim, w gminie Radłów, w sołectwie Ligota Oleska.
W latach 1975–1998 miejscowość należała administracyjnie do województwa częstochowskiego.

## Opis
W miejscowości znajduje się kilkanaście gospodarstw rolnych. W latach PRL-u funkcjonował w niej folwark rolniczy, który dawniej stanowił majątek niemieckiej rodziny królewskiej.
Przez Psurów przepływa rzeka Prosna, mająca swe źródła w pobliskim Wolęcinie, położonym w odległości 1,5 km od Psurowa. Na rzece Prosna w Psurowie zbudowano zbiornik retencyjny o powierzchni 4 h. Miejsce to jest szczególnie często odwiedzane przez wędkarzy oraz miłośników wycieczek pieszych i wypoczynkowych. W okresie wiosennym nad zalewem w Psurowie organizowana jest Rewia Orkiestr Dętych, a w okresie letnim zalew stanowi popularne miejsce wypoczynkowe.

## Zabytki
Do wojewódzkiego rejestru zabytków wpisane są:
- dwór, z poł. XIX w.,
- oficyna.